# Немайн
Неман или Немань (ирл. Neman, Nemain; «неистовая», «ужасная»), современное название Няван или Нявань (ирл. Neamhan, Neamhain) — одна из трёх богинь войны в ирландской мифологии; ипостась богини Морриган.
В романо-кельтской мифологии образ Немайн нередко ассоциируется с Неметоной и культом священных рощ.
Очень часто образ этой богини смешивается с образом богини Бадб. Так, например, в истории «Похищение быка из Куальнге» говорится: «Немайн, то есть Бадб, привела в такое смятение войска, что четыре ирландских провинции перебили друг друга своими собственными копьями и мечами, и сто воинов умерли от ужаса в эту ночь». 
Другой пример содержится в саге «Разрушение Дома Да Дерга», где таинственная незнакомка, представляется тридцатью именами, среди которых были имена Бадб и Немайн.

### Научные и справочные издания
- Широкова Н.С. Мифы кельтских народов — М.: Астрель: АСТ: Транзиткнига, 2005. — 431 (1) с.: ил. — (Мифы народов мира). ISBN 5-17-019444-7 (ООО «Издательство АСТ»), ISBN 5-271-08709-3 (ООО «Издательство Астрель»), ISBN 5-9578-0397-9 (ООО «Транзиткнига»).
- Роллестон Томас Мифы, легенды и предания кельтов. / Пер. с англ. Е.В. Глушко. — М.: ЗАО Центрполиграф, 2004. — 349 с. ISBN 5-9524-1063-4

### Литературно-художественные произведения
- Коваленко В.Э. Кембрийский период - М.: Альфа-книга, 2009. - 471 с.: илл. (серия "Фантастический боевик", выпуск 579) ISBN 978-5-9922-0324-0
- Коваленко В.Э. Камбрия - навсегда! - М.: Альфа-книга, 2009. - 410 с.: илл. (серия "Фантастический боевик", выпуск 618)